# Ambondro mahabo
Ambondro es un género extinto de mamífero que vivió durante el Jurásico Medio (hace unos 167 millones de años) en Madagascar. La única especie conocida del género, Ambondro mahabo, es conocida a partir de una mandíbula fragmentaria con tres dientes, interpretados como el último premolar  y los dos primeros molares. El premolar consiste en una cúspide central con una o dos cúspides y un cíngulo (saliente) en el lado interno del diente, o lado lingual. Los molares también tienen dicho cíngulo lingual. Estos consisten en dos grupos de cúspides: un trigónido de tres cúspides en el frente y un talónido con una cúspide principal, una cúspide pequeña, y una cresta en la parte posterior. Los rasgos del talónido sugieren que Ambondro tenía molares tribosfénicos, la disposición básica de los rasgos de los molares también presente en los mamíferos marsupiales y placentarios. Es el mamífero más antiguo conocido con supuestos dientes tribosfénicos; por la época de su descubrimiento antecedió al ejemplar más conocido entonces en cerca de 25 millones de años.
Desde su descripción en 1999, Ambondro fue interpretado como un pariente primitivo de los Tribosphenida (marsupiales, placentarios, y sus parientes extintos con dientes tribosfénicos). En 2001, sin embargo, se publicó una idea alternativa que unía al género del Cretácico australiano Ausktribosphenos y los monotremas (los equidnas, el ornitorrinco y sus parientes extintos) en el clado Australosphenida, los cuales habrían adquirido los molares tribosfénicos independientemente de los marsupiales y placentarios. Los géneros del Jurásico de Argentina Asfaltomylos y Henosferus y el del Cretácico australiano Bishops fueron añadidos posteriormente a Australosphenida, y la investigación sobre los dientes australosfénidos ha puesto en duda si estos animales, incluyendo a Ambondro, poseían realmente dientes tribosfénicos. Algunos paleontólogos han dudado del concepto de Australosphenida, proponiendo en cambio que Ambondro no está cercanamente relacionado con Ausktribosphenos y los monotremas, o que los monotremas no son australosfénidos y que los restantes miembros del grupo están emparentados con los placentarios.

## Descubrimiento y contexto
Ambondro mahabo fue descrito por un equipo liderado por John Flynn en un artículo publicado en 1999 en la revista Nature. El nombre científico se deriva del pueblo de Ambondromahabo, cercano al sitio donde se halló el fósil. Este corresponde a estratos del Bathoniense (Jurásico Medio) en la cuenca Mahajanga en el noroeste de Madagascar, en la unidad Isalo III, la más reciente de las tres capas de roca que conforman el "Grupo" Isalo. En esta unidad también se han encontrado dientes de crocodiliformes y plesiosaurios y los restos del dinosaurio saurópodo Lapparentosaurus.

## Descripción

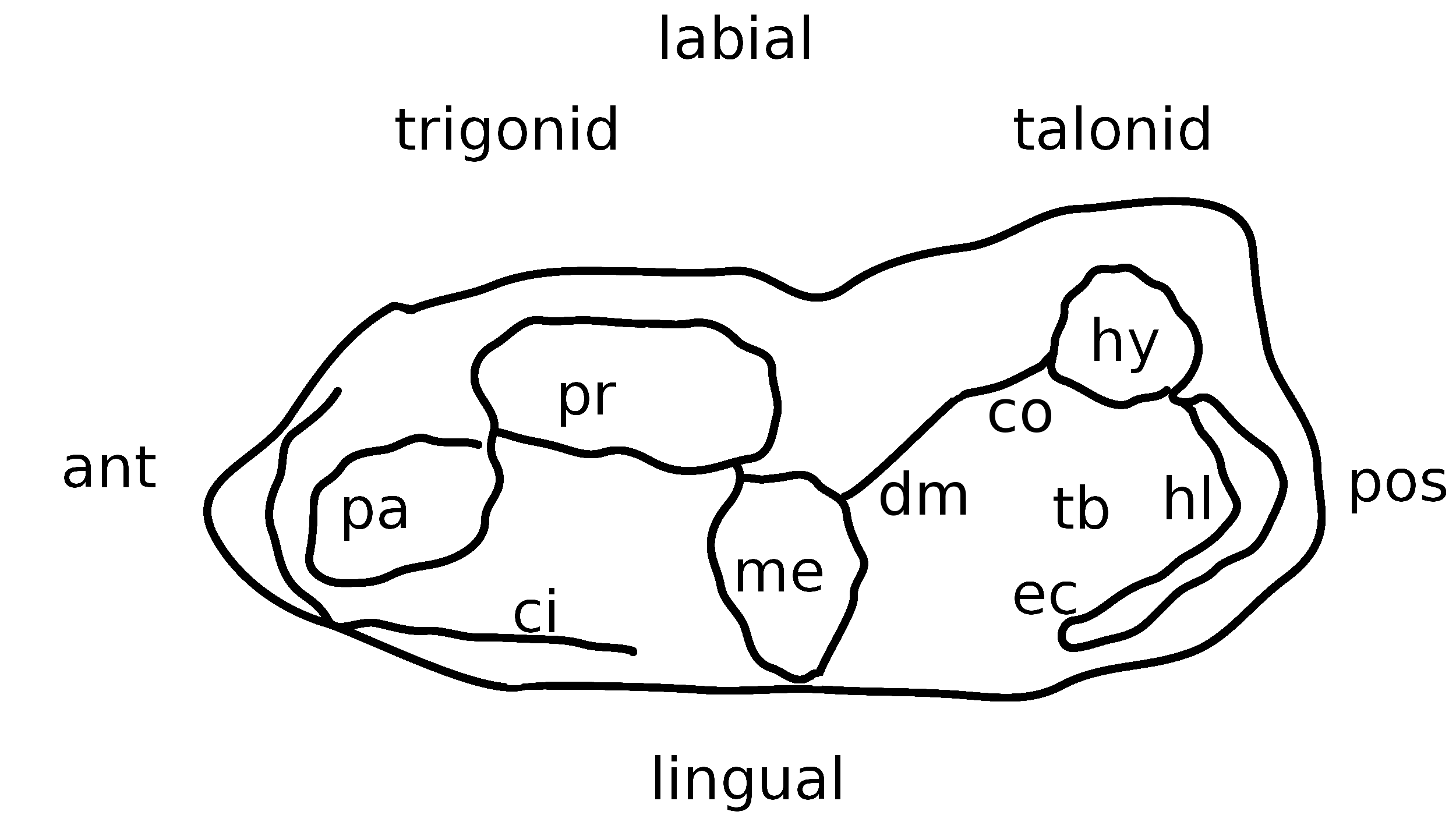
Figura 2. Representación genérica del molar inferior australosfénido visto desde arriba, ilustrando las principales características. Abreviaciones: ant, anterior (hacia el frente); pos, posterior; ci, cíngulo; pa, paracónido; pr, protocónido; me, metacónido; dm, metacristído distal; co, cresta oblicua; hy, hipocónido; hl, hipoconúlido; ec, entocresta; tb, cuenca del talónido.

Ambondro fue descrito basándose en una mandíbula derecha fragmentaria con tres dientes en este (figura 1), que corresponderían al último premolar (p)y los dos primeros molares (m1 y m2). Este se encuentra en la colección de la Universidad de Antananarivo como el espécimen UA 10602. Comparado con otros mamíferos primitivos, es más pequeño. Cada diente tiene un cíngulo prominente (un saliente) en el lado interno o lingual. El último premolar tiene una gran cúspide central. Tiene un tubérculo (cúspide pequeña) en la parte posterior del diente y probablemente otro en la esquina frontal interna. Este diente se parece a los molares de los simetrodontes, un grupo de mamíferos primitivos, pero la cúspide posterior es más pequeña que el metacónido de los simetrodontes.
La mitad frontal del m1 y el m2 consisten del trigónido, un grupo de tres cúspides formando un triángulo: el paracónido en el frente del lado interno, el protocónido en el medio del lado externo (labial), y el metacónido en la parte posterior del lado interno (ver la figura 2). Cada una de las tres cúspides forman un ángulo recto con el protocónido, por lo que el trigónido es descrito como "abierto". El paracónido es más alto que el metacónido. En el margen frontal, se encuentra un cíngulo que se divide en dos pequeñas cúspides. A diferencia de varios de los primeros mamíferos tribosfénicos y sus parientes cercanos, no hay un tubérculo adicional detrás del metacónido. En la parte posterior del trigónido, la cresta conocida como la metacresta distal se localiza relativamente cerca del lado externo del diente y continúa con otra cresta, la cresta oblicua, el cual a su vez se conecta con la parte posterior del diente.
El talónido, otro grupo de cúspides, conforma la parte posterior del diente. Es más ancho que largo y contiene una cúspide bien desarrollada, el hipocónido, en el lado externo y una depresión, la cuenca del talónido, en el medio. La cresta oblicua se conecta al hipocónido. La cúspide menor, el hipoconúlido se encuentra hacia el lado interno del diente, y el hipocónido y el hipoconúlido se conectan por un borde cortante que sugiere la presencia de una cúspide de metacono en los molares superiores. Más hacia el lado interno, se encuentra una cresta, la entocresta, que bordea la cuenca del talónido; en el m1, esta está expandida y en el m2, contiene dos tubérculos pequeños, pero sin una cúspide diferenciada del entocónido. Esta entocresta continua con el cíngulo lingual.
Las facetas de desgaste son áreas de un diente que muestran evidencia de contacto con un diente en la mandíbula opuesta cuando los dientes se reúnen (lo que se conoce como oclusión). Flynn y colegas dos facetas de desgaste en los márgenes frontal y posterior de la cuenca del talónido; ellos afirmaron que estas facetas de desgaste sugieren la presencia de un protocono (otra cúspide en el lado externo del diente) sobre los molares superiores. En un artículo de 2005 sobre Asfaltomylos, un mamífero primitivo emparentado de Argentina, Thomas Martin y Oliver Rauhut cuestionaron la presencia de estas facetas de desgaste en la cuenca del talónido en Ambondro y en cambio identificaron facetas de desgaste en las cúspides y crestas rodeando a la cuenca. Ellos propusieron que el desgaste en el talónido australosfénido ocurría mayormente en los bordes, no en la propia cuenca del talónido, y que los australosfénidos pueden no haber tenido un protocono funcional.

## Interpretaciones
En su artículo, Flynn y colegas describieron a Ambondro como el más antiguo mamífero con molares trobisfénicos, los cuales se encuentran en los metaterios (los marsupiales y sus parientes extintos) y los euterios (placentarios y sus parientes extintos), caracterizados por la cúspide del protocono en los molares superiores que hacen contacto con la cuenca del talónido en los molares inferiores al masticar. Se pensó que el descubrimiento de Ambondro extendería el rango temporal conocido de los mamíferos tribosfénicos en 25 millones de años adicionales en el pasado. En consecuencia, Flynn y colaboradores cuestionaron la idea predominante de que los mamíferos tribosfénicos se originaron en los continentes del norte (Laurasia), y en cambio propusieron que su origen yacía en el sur (Gondwana). Ellos citaron la retención de una metacresta  distal y un trigónido "abierto" como rasgos que separan a Ambondro de los tribosfénidos más modernos.
En 2001, Zhe-Xi Luo y colaboradores propusieron en cambio que el patrón de molar tribosfénico había aparecido dos veces (compararar con la figura 3, arriba)— una en el línaje que dio origen a los marsupiales y placentarios (Boreosphenida), y otra en el linaje de Ambondro, Ausktribosphenos, y los actuales monotremas, los cuales aparecieron en el Cretácico (unidos en Australosphenida). Ellos caracterizaron a Australosphenida por la presencia compartida de un cíngulo en la esquina externa frontal de los molares inferiores, un talónido corto y ancho, un trigónido relativamente bajo, y un último premolar inferior triangulado.
También en 2001, Denise Sigogneau-Russell y colaboradores en su descripción del más antiguo mamífero tribosfénico de Laurasia, Tribactonodon, estuvieron de acuerdo en la relación entre Ausktribosphenos y los monotremas, pero afirmaron que Ambondro era más cercano a los tribosfénidos laurasiáticos que a Ausktribosphenos y los monotremas. Como evidencia contra la integridad de Australosphenida, ellos citaron la presencia de cíngulos linguales en varios mamíferos no australosfénidos; la presencia de dos cúspides en el cíngulo anterior en Ambondro así como en algunos boreosfénidos; el aspecto diferente del premolar en Ambondro (aplanado) y Ausktribosphenos (cuadrado); y el contraste entre los talónidos de Ambondro (con un hipocónido bien desarrollado en el lado labial) y Ausktribosphenos (cuadrado).
Al año siguiente, Luo y colaboradores publicaron un análisis más exhaustivo confirmando su anterior conclusión y añadiendo a Bishops ao Australosphenida. Ellos mencionaron la condición del hipoconúlido, el cual se inclina hacia adelante, en vez de hacia atrás como en los boreosfénidos, como un rasgo adicional de los australosfénidos y señalaron que Ausktribosphenos y los monotremas estaban unidos, excluyendo a Ambondro, por la presencia de una muesca en forma de letra V en la metacresta distal. En el mismo año, Asfaltomylos fue descrito del Jurásico de Argentina como otro australosfénido. En contraste con Ambondro, este animal carecía de una metacresta distal y no tenía un cíngulo labial bien desarrollado.
Sin embargo, en 2003 Michael Woodburne y colegas revisaron el análisis filogenético publicado por Luo y colaboradores, haciendo varios cambios a los datos, particularmente en los monotremas. Sus resultados (figura 3, abajo) cuestionaron la división entre Australosphenida y Boreosphenida, como fue propuesta por Luo et al. En cambio, ellos excluyeron a los monotremas de Australosphenida y situaron a los restantes australosfénidos como cercanos a Eutheria, con Ambondro más cercanamente relacionado con Asfaltomylos. En 2007, Guillermo Rougier y colegas describieron a otro australosfénido, Henosferus, del Jurásico de Argentina; ellos no estuvieron de acuerdo con la relación entre Eutheria y Australosphenida (figura 3, arriba), pero fueron ambivalentes acerca de situar a los monotremas dentro de Australosphenida. Basándose en parte en el trabajo anterior de Martin y Rauhut sobre las facestas de degaste en los australosfénidos, ellos cuestionaron la presencia de un verdadero protocono funcional en los molares superiores de los australofénidos no monotremas - ninguno de los cuales posee restos conocidos de dientes superiores - y en consecuencia sugirieron que los australosfénidos pueden no tener, después de todo, genuinos dientes tribofénicos.